# Mănăstirea Maria Radna
Mănăstirea Sfânta Maria din Radna este mănăstire aflată în orașul Lipova, Arad.Aceasta aparține cultului romano-catolic și este principalul loc de pelerinaj din Dieceza de Timișoara.
Ansamblul monumental este format din biserica propriu-zisă și din alte trei corpuri de clădire, toate monumente istorice și de arhitectură din secolele al XVIII-lea și al  XIX-lea.

## Istoric

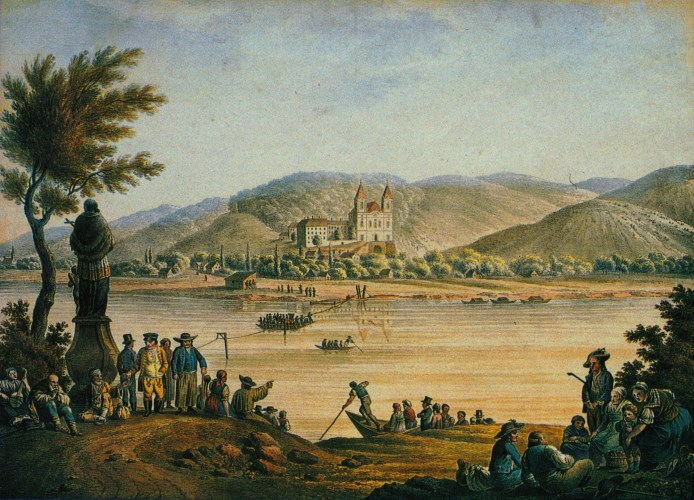
Maria-Radna în jurul anului 1820

- Primele mențiuni documentare despre activitatea monahale din acest loc datează din jurul anului 1327. Aceste mențiuni au legătură cu regele Ungariei, Carol Robert de Anjou, care a ridicat aici o mănăstire și o biserică închinată Sfântului Ludovic de Toulouse, unchiul său, ambele fiind încredințate unor călugări franciscani veniți din Bosnia.

- În anul 1520, a fost ridicată o capelă mică pe dealul din vecinătate, în care au slujit călugării franciscani refugiați pe aceste maluri ale râului Mureș, atunci când zona Banatului era sub ocupație otomană.

- În 1626 mănăstirea franciscană a fost reînființată la Radna.

- În anul 1668, un anume Gheorghe Vriconosa din Bosnia a donat capelei călugărilor franciscani din Radna o icoană a Maicii Domnului. Icoana a fost tipărită pe hârtie în atelierul unui meșter tipograf din Italia.

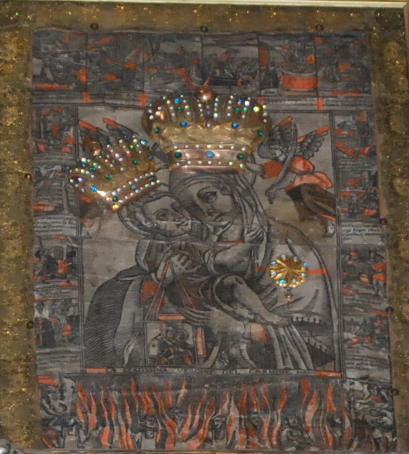
Icoana făcătoare de minuni

- În septembrie 1695, capela a fost incendiată de către soldații turci, fiind devastată până la temelie. În ciuda incendiului , icoana nu a avut de suferit, aceasta fiind considerată o icoană făcătoare de minuni cinstită de credincioși până în prezent. Abia în anul 1750, datorită canonicului Johannes Szlezak, așezământul monahal Maria Radna este recunoscut oficial biserică și loc de pelerinaj.
- În anul 1750 are loc recunoașterea oficială a locului de pelerinaj la Maria-Radna
- Deoarece vechiul lăcaș de cult  devenise neîncăpător, în data de 7 iulie 1756 a fost pusă piatra de temelie a unei noi biserici, care a fost sfințită în 1767 de către episcopul Franz Anton Engl von Wagrain. Tot cu această ocazie a fost mutată icoana miraculoasă din vechea capelă în noua biserică, decorată în stil baroc.
- Între anii 1769-1771 Icoanei Miraculoase i se realizează magnifica ramă din argint, existentă și vizibilă și în prezent

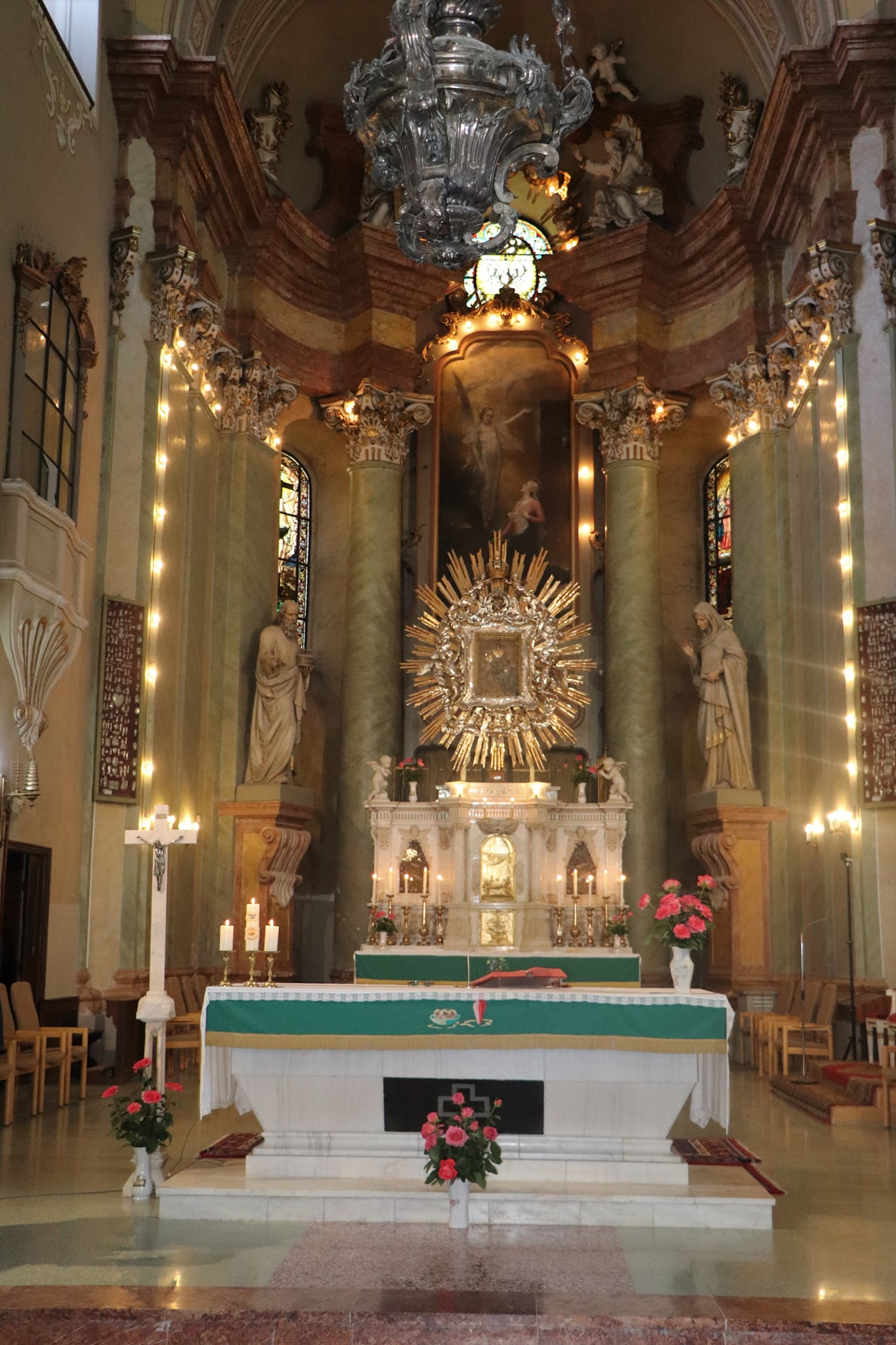
Altarul principal

- Biserica a fost înălțată în anul 1992 la rang de Basilica Minor cu hramul ‘Maica Harurilor’, de către Papa Ioan Paul al II-lea.[2]
- În anul 2003, călugării franciscani părăsesc Maria-Radna, parohia și locul de pelerinaj fiind păstorite începând de atunci de clerul diecezan.

## Icoana făcătoare de minuni
Din rapoartele dinainte de 1750 reiese că Icoana Miraculoasă, o reprezentare a Sfintei Fecioare Maria de pe Muntele Carmel, s-a aflat la Radna din anul 1668. Un bătrân bosniac, locuitor al Radnei, o cumpărase de la un negustor italian ambulant. Peste ani, bătrânul a donat icoana bisericii din Radna. Aceasta a fost tipărită după anul 1660 în nordul Italiei, mai exact în tipografia Remondi din Bassano del Grappa (provincia Vicenza). Sute sau chiar mii de exemplare ale icoanei au părăsit pe atunci porțile tipografiei. Imaginea sacră având dimensiunile de 477x705 mm, o reprezintă pe Sfânta Fecioară Maria cu Pruncul Isus în brațe, iar în mâinile Fecioarei se poate obseva și un scapular. Pe marginile imaginii, se pot observa mici scene cu texte corespunzătoare în limba italiană, care descriu întâmplări cu oameni aflați în nevoi și care au fost ajutați în mod miraculos de Maica Domnului. Sub imaginea cu Sfânta Fecioară și Pruncul Isus se poate citi în limba italiană: La Beatissima Vergine del Carmine și care tradus înseamnă Sfânta Fecioară de Carmel. Dedesubtul acestui text se pot observa oameni în flăcări, care semnifică sufletele oamenilor decedați ajunși în Purgatoriu.

## Muzeul din interiorul mănăstirii
Muzeul Maria Radna are o istorie bogată care datează încă din anul 1325. În acest muzeu se pot găsi o serie de artefacte ale ordinului Franciscan, precum și o colecție de peste 2.500 de tablouri pe care oamenii le-au dăruit bisericii și care simbolizează minunile de care au avut aceștia parte pe parcursul vieții lor. Colecția de tablouri actuală este a doua la număr și a fost începută în anul 1850, după ce prima colecție a fost distrusă la vremea respectivă de un călugăr/stareț care s-a enervat din cauza multitudinii de tablouri existente. După distrugerea acestora, următorul stareț a decis să le colecționeze din nou, ajungând în prezent la un număr de peste 2.500 de exemplare. 